# Olby

Olby este o comună în departamentul Puy-de-Dôme, Franța. În 1 ianuarie 2022 avea o populație de 862 de locuitori.